# Joseph Wendt von Wendtenthal
Joseph Wendt von Wendtenthal (* 13. März 1732; † 24. April 1786 in Wien) war ein österreichischer Staatsbeamter und Herausgeber.

## Leben
Joseph Wendt, Edler von Wendtenthal, diente zuletzt als Offizial in der kaiserlichen Reichshofkanzlei in Wien. Gemeinsam mit dem Piaristen Leopold Gruber gab er nach dem Tod des Johann Nicolaus von Vogel dessen Specimen Bibliothecae Germaniae Austriacae in drei Teilen heraus. Aus seinen Sammlungen erschien, bearbeitet von dem Augustiner-Barfüßer Marian a Sanctissimo Salvatore (eigentlich Andreas Fidler), das Werk Austria sacra: Hierarchie und Monasteriologie oder Geschichte der ganzen österreichischen weltlichen und klösterlichen Clerisei beiderlei Geschlechts in neun Bänden.

## Werke
- Specimen Bibliothecae Germaniae Austriacae Pars I–III. Vindobonae 1779